# Letališče Charles de Gaulle Pariz
Paris Charles de Gaulle Airport (francosko Aéroport de Paris-Charles-de-Gaulle, (IATA: CDG, ICAO: LFPG)), znano tudi kot letališče Roissy je glavno pariško letališče in eno izmed največjih na svetu. Poimenovano je po francoskemu generalu Charlesu de Gaullu. 
Letališče se nahaja 25 kilometrov severovzhodno od Pariza.  Glavni uporabnik letališča je Air France, med uporabniki je bila tudi slovenska Adria Airways